# Makrian I
Makrian I (Starszy) (łac. Fulvius Macrianus),  (? – 261) – uzurpator na wschodzie cesarstwa rzymskiego.
Po pojmaniu Waleriana przez Persów w 260 roku jego następcą został współrządzący od 253 roku syn Galien. Jednak wojska zgromadzone na wschodzie, pozostające pod komendą dowódcy pretorianów Ballisty, wybrały własnego cesarza, którym był Makrian. Początkowo odmówił przyjęcia godności z powodu podeszłego wieku. Wówczas 17 września 260 roku cesarzami ogłoszono również jego synów: Makriana Młodszego i Kwietusa.

## Biografia
Pochodzenie Fulviusa Macrianusa nie jest do końca pewne . Prawdopodobnie pochodził z rodziny jeździeckiej . Jego żona pochodziła prawdopodobnie z rodu Juniusów. Trebellius Pollio, autor Życiorysu Macriana w historii Augustanów, podaje, że służył we Włoszech, Galii, Tracji, Afryce, a także w Illirii i Dalmacji. Dane te uważane są jednak za fikcyjne. Za czasów panowania Waleriana I Makrian piastował w Egipcie stanowisko urzędnika finansowego (łac. rationibus Augusti) i pełnił funkcje fiskalne. Być może był inspiratorem antychrześcijańskich prześladowań w tej prowincji – przynajmniej zarzuca mu to Dionizjusz z Aleksandrii (jego teksty opowiada Euzebiusz z Cezarei). Trebellius Pollio twierdzi, że Macrianus zajmował pierwsze miejsce wśród generałów Waleriana, jest to jednak najprawdopodobniej przesada, jeśli nie fikcja.
Makrian towarzyszył Walerianowi podczas kampanii perskiej (Euzebiusz, powołując się na Dionizjusza, twierdzi, że Makrian zdradził Waleriana, ale najprawdopodobniej jest to jedynie wymysł Dionizjusza, który był wrogo nastawiony do Makriana i dowodził jego departament finansowy i zaopatrzenie armii jako procurator arcae et praepositus annonae in expeditione Persica . Piotr Patrycjusz nazywa go komitetem świętych łask , lecz taki tytuł jest anachronizmem, gdyż pojawił się dopiero w IV wieku. Brak jest informacji o działaniach Macriana przed bitwą pod Edessą, która zakończyła się klęską Rzymian. Podobno przebywał w tym czasie w Samosacie.
Po klęsce pod Edessą i zdobyciu Waleriana Makrian wraz z prefektem pretorianów Ballistą zebrał resztki armii i powstrzymał natarcie Persów na prowincje Azji Mniejszej. Następnie Balista zaproponował mu funkcję cesarza, buntując się przeciwko synowi Waleriana, Galienowi, który pozostał w Rzymie. Macrian jednak odmówił przyjęcia tytułu cesarskiego, powołując się na ułomność fizyczną i podeszły wiek. W rezultacie jego dwaj synowie, Makrian Młodszy i Kwietus , zostali ogłoszeni Augustami. Na decyzję Makriana Starszego i Balisty o wystąpieniu przeciwko Galienusowi wpłynęły dwa czynniki. Z jednej strony, jako procurator arcae et praepositus annonae in wyprawa Persica, Macrian Starszy sprawował kontrolę nad skarbcem Waleriana, dzięki czemu rebelianci mogli bić monety. Z kolei prefekt pretorianów Ballista pokonał Persów, zabezpieczając roszczenia Makriana do tronu . Uzurpatorzy zyskali uznanie we wschodnich prowincjach i Egipcie.

## Podróż na zachód i śmierć
W 261 roku, pozostawiając Kwietusa i Ballistę na Wschodzie, Makrian Starszy wraz z Makrianem Młodszym na czele czterdziestopięciotysięcznej armii (według innych źródeł trzydziestu tysięcy) udali się na wyprawę przeciwko Galienowi, pod którego kontrolą nadal pozostawały Włochy i prowincje bałkańskie, w celu potwierdzenia ich praw do tronu cesarskiego . Jesienią 261 roku Makrian Starszy i Makrian Młodszy zostali pokonani przez Aureolusa lub Domitianusa w Ilirii (w pobliżu granic Tracji) i zabici przez własnych żołnierzy. Wkrótce po tej porażce Kwiet i Ballista zostali pokonani i zabici przez władcę Palmyry, Odaenathusa, który w imieniu Galiena rozpoczął przeciwko nim działania wojenne.
Historycy uważają powstanie Makriana za reakcję na porażkę Persów i oddalenie rządu centralnego. Mieszkańcy prowincji wschodnich i legioniści poszukiwali nowego władcy, który poradziłby sobie z zagrożeniem zewnętrznym. Dlatego też wspierali Makriana i Balistę, którzy dzięki swoim sukcesom w walce z Persami cieszyli się dużym autorytetem .

## Literatura

### źródła
- Euzebiusz z Cezerei, Historia kościoła

### Literatura
- A. Stein: Realencyclopädie der Classischen Altertumswissenschaft. T. VII. Stuttgart: JB Metzler, 1910. (niem.).
- Christian Körner: Usurpers under Gallienus. Usurpers in the east: The Macriani and Ballista. An Online Encyclopedia of Roman Emperors, 1999. (ang.).
- John Bray: Gallienus : A Study in Reformist and Sexual Politics. Kent Town: Wakefield Press, 1997. ISBN 978-1862543379. (ang.).
- I. P. Siergiejew: Римская империя в III веке нашей эры: Проблемы социально-политической истории. Charków: Majdan, 1999. (ros.).